# Брокен-Гілл (родовище)
Брокен-Гілл (англ. Broken Hill) — унікальне за вмістом свинцю і цинку поліметалічне родовище в Австралії.

## Історія
Відкрите і експлуатується з 1883 року.

## Характеристика
Родовище (пл. 7,3х0,25 км) складене кварц-полевошпатовими ґнейсами, кристалічними сланцями, кварцитами, амфіболітами нижньопротерозойської доби. Гол. рудні мінерали — галеніт і сфалерит, є також піротин, халькопірит, арсенопірит, тетраедрит, самородне срібло та ін.

## Технологія розробки
Родовище розробляється трьома шахтами і одним кар'єром. Глибина розробки близько 850 м. Потужність рудних тіл до 150 м. Видобуваються свинець, цинк, срібло, кадмій. Попутно видобуваються золото, мідь, стибій, кобальт.

## Інтернет-ресурси
- Minerals of Broken Hill [Архівовано 8 березня 2022 у Wayback Machine.] at Mindat.org